# Sugar Ray (album)
Sugar Ray è il quarto eponimo album in studio del gruppo musicale alternative rock statunitense Sugar Ray, pubblicato nel 2001.

## Tracce
1. Answer the Phone – 4:00  (Mark McGrath, Murphy Karges, Stan Frazier, Don Gilmore)
2. When It's Over – 3:38 (McGrath, Frazier, Rodney Sheppard, Craig Bullock, David Kahne)
3. Under the Sun – 3:21 (McGrath, M. Karges, Frazier, Gilmore,  Terry Karges)
4. Satellites – 3:46 (McGrath, M. Karges, Frazier, Sheppard, Bullock, Gilmore)
5. Waiting – 3:31 (McGrath, M. Karges, Frazier, Gilmore)
6. Ours – 3:23 (McGrath, M. Karges, Frazier, Bullock, A. L. Miller, K. L. Maxwell)
7. Sorry Now – 3:17 (McGrath, Frazier, Gilmore)
8. Stay On (featuring Nick Hexum) – 4:31 (McGrath, M. Karges, Frazier, Sheppard, Bullock, Nick Hexum)
9. Words to Me – 4:00 (McGrath, Frazier, Sheppard, J. Nichol)
10. Just a Little – 3:27 (McGrath, Sheppard)
11. Disasterpiece – 2:58 (McGrath, M. Karges, Frazier, Sheppard, Gilmore)

## Formazione
- Mark McGrath - voce, chitarra
- Rodney Sheppard - chitarra, cori
- Murphy Karges - basso, chitarra, cori
- Stan Frazier - batteria, percussioni, chitarra, cori
- Craig "DJ Homicide" Bullock - turntablism, samples, programmazioni, tastiere, cori